# Guálter Martins Pereira
Guálter Martins Pereira, primeiro e único barão de Grão-Mogol, (Minas Gerais, 1826 — Rio Claro, 15 de dezembro de 1890) foi um nobre brasileiro e proprietário rural.

## Vida em Grão-Mogol
Nascido na Fazenda Santo Antônio, em Itacambira, que na época fazia parte do Arraial de Grão-Mogol, Minas Gerais, conforme relatos de antigos moradores, Guálter Martins Pereira era um homem extremamente rico e de bons tratos com seus escravos. Era coronel da Guarda Nacional e em 1865 organizou um Corpo de Voluntários da Pátria, dotando-o de fardamento e armas e enviou-o ao Rio de Janeiro, para combater na Guerra do Paraguai, no qual seguiram como oficiais dois de seus irmãos. Em 1873, como recompensa ao seu esforço de guerra, ganhou o título de barão (Decreto Imperial de 17 de setembro de 1873).

## Mudança para Rio Claro
Durante 50 anos o barão viveu com sua família em Grão-Mogol, no norte de Minas Gerais, e saiu de lá em 1876, quando comprou do London Bank a Fazenda Angélica em Rio Claro, São Paulo. A fazenda foi rebatizada de "Fazenda Grão-Mogol" em homenagem a sua terra natal. Uma vez instalado na região, iniciou construção da nova sede da fazenda, concluindo-a em 1883. A nova sede da fazenda foi obra realizada por cerca de oitenta escravos de procedências mineiras e baianas. Com a morte do Barão, a fazenda foi dividida entre seus herdeiros. Em 1923, a casa foi comprada por Pedro Rossi, um colono italiano, pertencendo até hoje à esta família. A sede da fazenda tombada em 20 de janeiro de 1987 pelo CONDEPHAAT como bem cultural de interesse arquitetônico, sendo raro exemplar existente no Estado de São Paulo de residência rural construída ao estilo de arquitetura baiana. Guálter Martins Pereira foi um dos precursores a substituir a mão de obra escrava pela mão-de-obra livre no Brasil, mantendo os ex-escravos em sua propriedade. A sua fazenda foi pioneira na experiência com a mão-de-obra estrangeira, tendo sido um dos centros das colônias de parcerias.
Martins Pereira foi eleito pelo Partido Conservador à vereança municipal de Rio Claro no triênio de 1887 a 1890, período em que ocupou, também, a presidência do Câmara. Homem culto e progressista, abraçou depois os ideais republicanos pregados por Campos Sales, Cerqueira César e Alfredo Ellis. Renunciou publicamente ao título nobiliárquico de barão de Grão-Mogol e, como cidadão, em 5 de fevereiro de 1888, quando Rio Claro libertava seus escravos.

## Histórias macabras
Existem relatos que o barão de Grão-Mogol havia-se apaixonado por uma escrava da fazenda constituída em Rio Claro, sua esposa mandou matar tal escrava. Tendo conhecimento do ocorrido, o barão de Grão-Mogol aprisionou sua esposa na parte mais alta da sede da fazenda em Rio Claro pelo período de 7 anos. Tendo relatos de que sua esposa tenha feito desenhos usando sangue retirado de um corte feito por ela mesma para desenhar nas paredes, tendo ela também se jogado pela janela.[carece de fontes?]
O barão de Grão-Mogol, antes de sua morte, teria chamado sua esposa para pedir perdão, mas ela teria se negado.